# РИО (альбом группы «Контора Кука»)
«РИО» — двенадцатый альбом группы «Контора Кука». Входит в 10-ку лучших андеграундных альбомов 2016 года по версии Союза.

## В записи приняли участие
- Владимир Елизаров (Кук) — вокал, гитара, бас
- Виктор Гуров — электроника, шумы
- Олег Садовников — бас-гитара
- Валерия Пикалова — вокал (4)

## Список композиций
1. Для чего мы здесь
2. Береза во поле
3. Закат на Угрюм-реке
4. Рио
5. Пепел и алмаз
6. Пара дней за свой счет
7. Ты узнаешь меня
8. Любили-Любили
9. Ещё и заново
10. После нас

Клип на заглавную песню РИО снят в здании Самарского реального училища.

## Пресса
Название альбома сразу цепляет и rock in opposition, и бывшую бразильскую столицу с её знаменитым карнавалом, и самиздатовский журнал времён Ленинградского рок-клуба. Всё — правда, в разных пропорциях — можно обнаружить на пластинке.Андрей Смирнов, газета "Завтра"
Эта мешанина из индустриального авангарда и арт-панка очень бы подошла в качестве саундтрека к любому из фильмов Евгения Юфита. С одной стороны это чистой воды «мамоновщина», с другой – влияние столь любимых на просторах нашей родины Einstürzende Neubauten чувствуется буквально в каждом втором треке.refnews.ru
На «РИО» для каждой песни найдено оригинальное обрамление – легким мазком, движением музыкальной мысли, мелочью, по которой песню можно будет отличить по нескольким секундам звучания.Александр Волков, kbanda.ru
Думаю что Контора Кука это настоящий бриллиант современного русскоязычного пост панка. Хотя термин пост панк слишком узковат для данного коллектива. Как всегда - эклектика стилей и общий шаманизм звучания. Как и всегда атмосфера иррационального праздника, искаженного бытия, другой музыкальной вселенной. Вселенной где нет словосочетаний "модное звучание" и "востребованная музыка", зато всем правит "музыкальное мышление" и "творческий поиск".Артсовет RuTracker.org

## Видео
- Клип на песню «РИО»